# Анісето Арсе (провінція)
Анісето Арсе — провінція у південній частині болівійського департаменту Тариха. Отримала свою назву на честь Анісето Арсе (1824–1906), президента Болівії у 1888–1892 роках.

## Географія
Анісето Арсе — одна з шести провінцій департаменту Тариха. Розташовується між 21° 45' та 22° 53' південної широти і між 64° 06' та 65° 02' західної довготи.
Провінція межує з провінціями Серсадо й Хосе Марія Авілес на півночі, республікою Аргентина на заході та південному сході, провінцією Гран-Чако на сході, а також з провінцією Бернет О'Коннор на північному сході.

## Населення
Основною мовою в провінції є іспанська, якою спілкуються близько 80.7 % жителів, 8.6 % розмовляють мовою кечуа, 1 % спілкується мовою аймара та 0.2 % — мовою гуарані.
55.4 % жителів провінції не мають доступу до електричного живлення, 51.4 % проживають в антисанітарних умовах.
42.1 % населення зайняті у сільському господарстві, 0.1 % — у гірничій справі, 10.2 % — у промисловості, 47.6 % — у сфері обслуговування (2001).
87.4 % жителів сповідують католицизм, 8.9 % — протестанти (1992).

## Поділ
Провінція поділяється на два муніципалітети:
- Бермейо
- Падкая

## Пам'ятки
- Національний заповідник флори та фауни Тарихи